# Villers-lès-Cagnicourt
Villers-lès-Cagnicourt là một xã ở tỉnh Pas-de-Calais, vùng Hauts-de-France của Pháp.

## Địa lý
Villers-lès-Cagnicourt có cự ly khoảng 15 dặm (24,1 km) về phía đông nam Arras, tại giao lộ của các tuyến đường D939 và D13.

## Dân số
| 1962                                                         | 1968 | 1975 | 1982 | 1990 | 1999 | 2006 |
| ------------------------------------------------------------ | ---- | ---- | ---- | ---- | ---- | ---- |
| 245                                                          | 224  | 225  | 207  | 201  | 212  | 225  |
| Số liệu điều tra dân số từ năm 1962: Dân số không tính trùng |      |      |      |      |      |      |

## Địa điểm nổi bật
- Nhà thờ St.Martin, được xây lại sau đệ nhất thế chiến.